# سپهری بخارایی
سِپِهریِ بُخارایی از شاعران آغاز سده چهارم هجری است. او ستاینده سامانیان بود. او هم دوره ابوالمؤید بلخی و بوالمثل بخارایی بوده است. 

## نمونه شعر
| شاخ‌های مورد بررفته ببین و برگ‌هاش |  | برشکسته جعد اندر جعد چون زلفین یار |
| بوستان‌افروز تابان از میان بوستان |  | همچو خون‌آلوده در هیجا سنان شهریار  |